# Palazzo delle Esposizioni
El Palazzo delle Esposizioni és un edifici d'estil neoclàssic, situat a Roma. Dissenyat per Pio Piacentini, va ser inaugurat el 1883, al Palau s'ha organitzat molts esdeveniments i exposicions d'art. L'edifici és propietat de l'Ajuntament de Roma, que es gestiona a través d'Azienda Speciale Palexpo entitat municipal, dependent de l'assessorament de la Politiche Culturali e Centre Storico.
Durant l'època feixista, la seva façana va ser temporalment modificada amb motiu d'alguna exposició, perquè el seu estil estava fora del pas dels temps. A través dels anys el Palazzo delle Esposizioni ha estat diverses vegades restaurat i adequat de forma més funcional.
L'edifici està dotat amb un cinema de 139 places, un auditori de 90 seients, una sala multifuncional, una biblioteca, una cafeteria i un restaurant amb capacitat per a 240 persones.

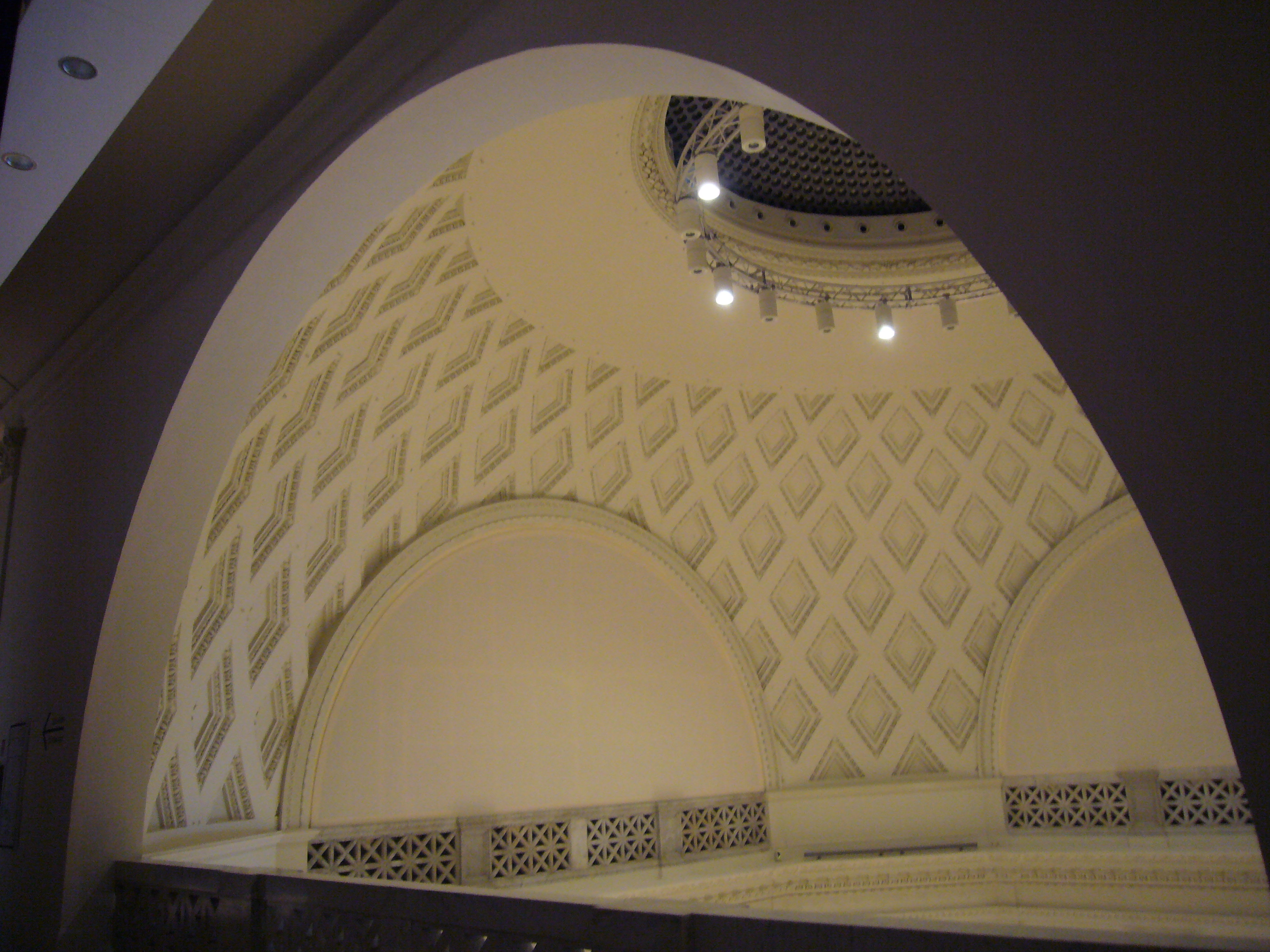
La cúpula.
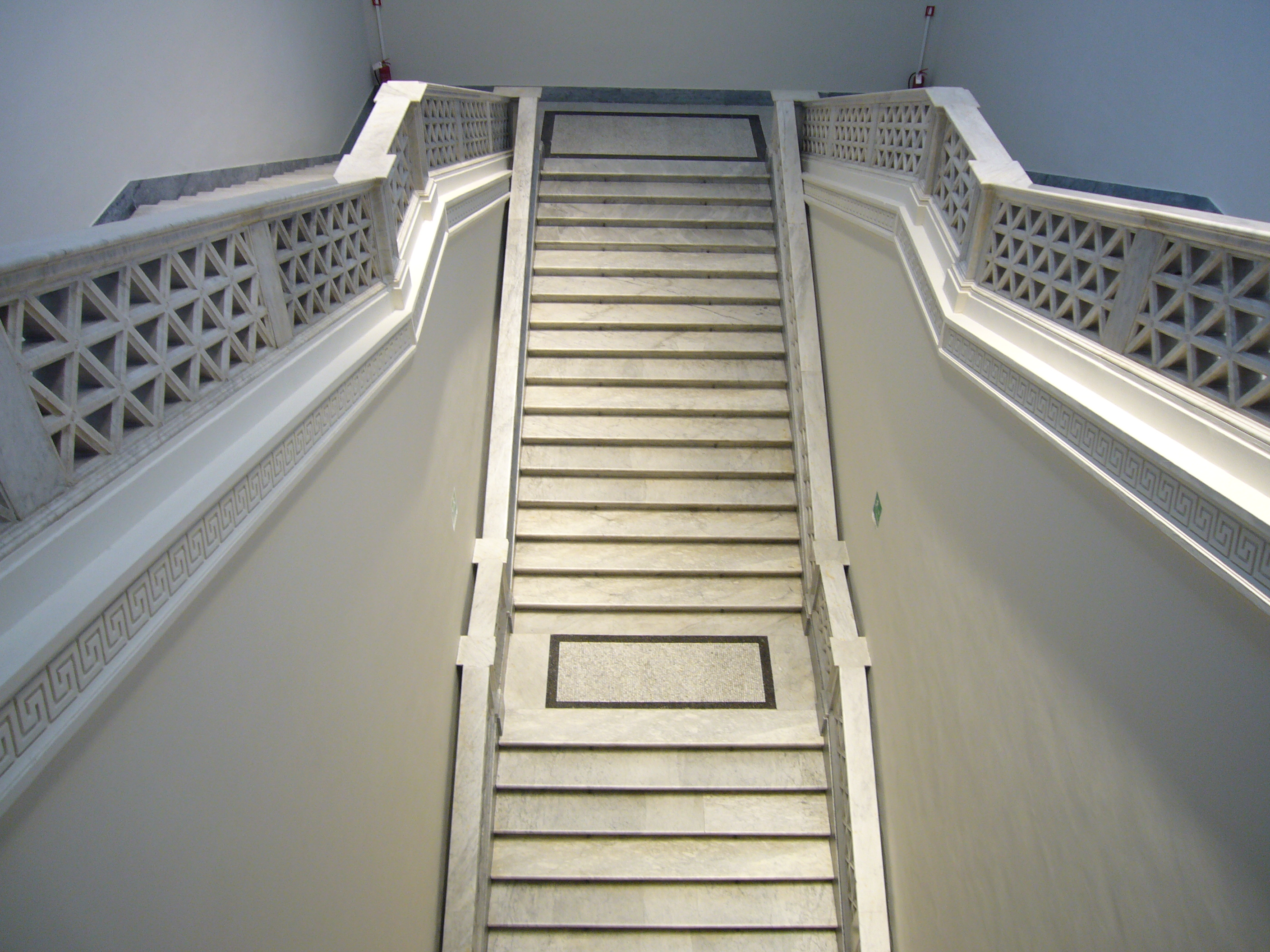
La gran escala.
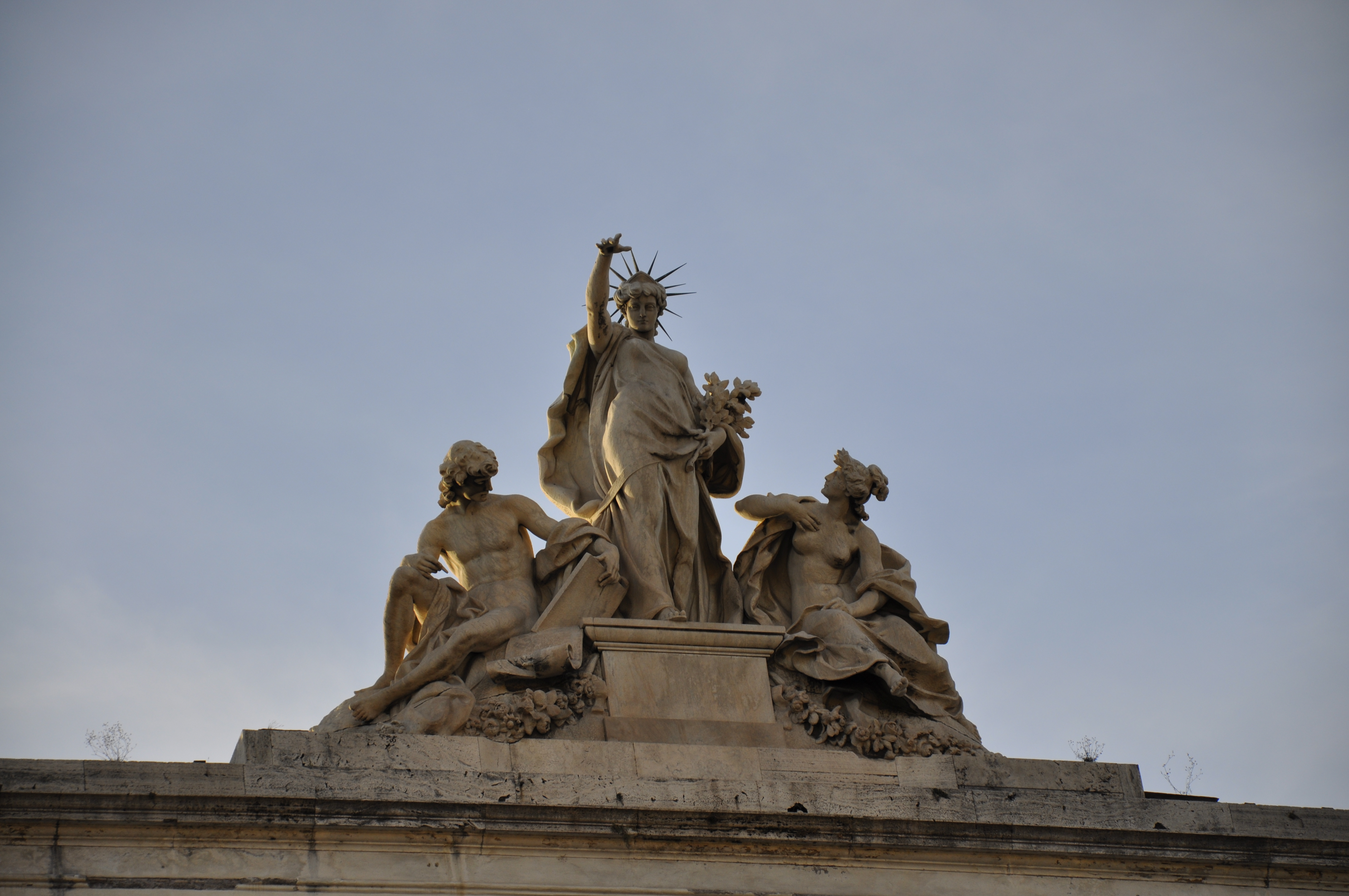
Escultura a la façana principaal.